# Wa’eryi (sockenhuvudort i Kina, Qinghai Sheng, lat 33,32, long 100,54)
Wa'eryi (kinesiska: 哇尔依, 哇尔依乡, 满格尔塘) är en sockenhuvudort i Kina. Den ligger i provinsen Qinghai, i den nordvästra delen av landet, omkring 380 kilometer söder om provinshuvudstaden Xining. Antalet invånare är 3 455. Befolkningen består av 1 761 kvinnor och 1 694 män. Barn under 15 år utgör 35 %, vuxna 15-64 år 59 %, och äldre över 65 år 5,0 %.
Runt Wa'eryi är det mycket glesbefolkat, med 2 invånare per kvadratkilometer. Närmaste större samhälle är Baiyu, 12,9 km sydost om Wa'eryi. Trakten runt Wa'eryi består i huvudsak av gräsmarker.
Genomsnittlig årsnederbörd är 842 millimeter. Den regnigaste månaden är juli, med i genomsnitt 175 mm nederbörd, och den torraste är december, med 4 mm nederbörd.